# 国際ボクシング協会 (プロ)
国際ボクシング協会（こくさいぼくしんぐきょうかい、英:International Boxing Association、略称IBA）はプロボクシングの王座認定団体である。いわゆるマイナー団体に分類される。

## 概要
国際ボクシング協会は元プロ野球選手のディーン・チャンスによって1990年代にアメリカ合衆国のオハイオ州に創設された団体である。チャンスはそのまま初代会長に就任している。

## 認定タイトル
国際ボクシング協会は男子だけでなく女子についてもタイトルを認定している。1997年にテレサ・アーノルドを初代女子バンタム級王者に認定しており、歴史ではIFBA・IWBFなどと肩を並べる。
男子についても世界王座のみならずコンチネンタル、地域王座も認定している。

## 認定王者
有名なチャンピオンとしては以下のような選手がいる。
- ジョージ・フォアマン
- オスカー・デ・ラ・ホーヤ
- ロイ・ジョーンズ・ジュニア
- ジェームズ・トニー
- エリック・モラレス
- シェーン・モズリー
- アントニオ・ターバー
- ミッケル・ケスラー
- サミュエル・ピーター
- グレンコフ・ジョンソン
- バタービーン
- フェルナンド・バルガス
- アルツロ・ガッティ
- ホセ・ルイス・カスティージョ
- ホリー・ホルム
- ホエール・カサマヨール
- ディエゴ・コラレス
- オルランド・カニザレス

### ボクシング主要4団体
- 世界ボクシング協会（WBA）
- 世界ボクシング評議会（WBC）
- 世界ボクシング機構（WBO）
- 国際ボクシング連盟（IBF）